# Helgi Haddingjaskati
Helgi Haddingjaskati (en vieux norrois : Helgi seigneur de Haddingjar) est un héros légendaire de sagas dont il ne reste que quelques fragments. Helgi, était probablement chef d'un aett des Hasdings, l'une des deux principales branches du peuple vandale.

## Légende
Helgi Haddingjaskati apparaît dans Káruljóð, un poème mentionné à la fin de la Helgakviða Hundingsbana II mais qui n'a pas été conservé. Il a pour héros Helgi Haddingjaskati (« seigneur des Haddingjar ») et Kára, réincarnations de Helgi Hundingsbane et de sa maîtresse, la valkyrie Sigrún. Ses aventures sont relatées dans la Hrómundar saga Gripssonar, ,.
Dans la légende, Helgi Haddingjaskati est le champion de deux rois suédois nommés Haldingr. Helgi se bat contre le protagoniste de la saga, Hrómundr Gripsson. Il est aidé par la magie de sa bien-aimée Kára, qui a pris la forme d’un cygne. Helgi tue le cygne accidentellement avec son épée et cesse de recevoir la protection magique, Hrómundr réussit alors à le vaincre et le tue.